# No Angel
No Angel — перший студійний альбом співачки Dido, що вийшов у 1999 році, але здобув всесвітню славу в 2001 році. До 2005 року було продано в усьому світі понад 21 млн екземплярів.

## Список композицій
1. «Here with Me» (Dido Armstrong, Pascal Gabriel, Paul Statham) — 4:14
2. «Hunter» (D. Armstrong, Rollo Armstrong) — 3:57
3. «Don’t Think of Me» (D. Armstrong, R. Armstrong, Paul Herman, Pauline Taylor) — 4:32
4. «My Lover’s Gone» (D. Armstrong, Jamie Catto) — 4:27
5. «All You Want» — 3:53
6. «Thank You» — 3:38
7. «Honestly OK» — 4:37
8. «Slide» — 4:53
9. «Isobel» — 3:54
10. «I’m No Angel» — 3:55
11. «My Life» — 3:09
12. «Take My Hand» (Bonus Track) — 6:42

## Альбом у світових чартах
| Чарт                               | Найвища позиція | Сертифікація   | Продажі      |
| ---------------------------------- | --------------- | -------------- | ------------ |
| U.S. Billboard 200                 | 4               | 4× платиновий  | 4 мільйона   |
| U.S. Billboard Top Internet Albums | 2               | 4× платиновий  | 4 мільйона   |
| European Top 100 Albums            | 1               | 5× платиновий  | 5 мільйонів  |
| Аргентина                          | —               | платиновий     | 40,000       |
| Австралія ARIA Charts              | 1               | 6× платиновий  | 420,000      |
| Австрія                            | 1               | платиновий     | 30,000       |
| Бразилія                           | —               | 2× платиновий  | 500,000      |
| Canadian Albums Chart              | 4               | 4× платиновий  | 400,000      |
| Данія                              | 2               | платиновий     | 30,000       |
| Фінляндія                          | 1               | платиновий     | 51,514       |
| Франція                            | 1               | Diamond        | 1.2 мільйони |
| Німеччина, Media Control Charts    | 2               | 3× золотий     | 750,000      |
| Мексика                            | 4               | платиновий     | 150,000      |
| Нідерланди, Megacharts             | 3               | платиновий     | 80,000       |
| Нова Зеландія RIANZ                | 1               | 5× платиновий  | 75,000       |
| Норвегія                           | 1               | платиновий     | 40,000       |
| Італія                             | 4               | платиновий     | 80,000       |
| Швеція                             | 2               | платиновий     | 60,000       |
| Швейцарія                          | 2               | 3× платиновий  | 120,000      |
| UK Albums Chart                    | 1               | 10× платиновий | 3,031,608    |

## Сингли
| Название       | Дата випуску    | Позиція в чарті |
| -------------- | --------------- | --------------- |
| «Here With Me» | 5 лютого 2001   | 4 (UK)          |
| «Thank You»    | 21 травня 2001  | 3 (UK, US)      |
| «Hunter»       | 10 вересня 2001 | 8 (UK)          |
| «All You Want» | 10 грудня 2001  | 22 (UK)         |